# Peter Cassøe
Peter Cassøe (født 31. maj 1960) var i perioden 2001-2013 administrerende direktør for Viborg Håndbold Klub.

## Karriere
Cassøe tog en handelseksamen fra Viborg Handelsskole og fortsatte samme sted på merkonom-uddannelsen. Dette studie afsluttede han i 1989. Ved siden af studierne var han sælger for Skandinavisk Tobakskompagni i Midt og Vestjylland.
I 1989 skiftede Peter Cassøe til forsikringsbranchen, da han fik job som assurandør i Møldrup og Tjele Kommune for Statsanstalten for Livsforsikring. Året efter blev han centerleder for Danicas afdeling i Randers. Det blev også kun til ét år i Danica, for i marts 1991 tiltrådte Cassøe som regionsleder for Kgl. Brand. Fra 1995 til 1999 var han ansat som salgschef for Alm. Brand Forsikring i Viborg Amt. I juli 1999 tiltrådte han som regionschef for Codan i Viborg og Randers. Her fratrådte han i juli 2001.

### Viborg HK
Peter Cassøe blev i august 2001 ansat i ledelsen for Viborg Håndbold Klub, og kort tid efter tiltrådte han som administrerende direktør for klubben. Klubben har siden vundet blandt andet seks danske mesterskaber og tre EHF Champions League titler med dameholdet, og herrerne har hjemtaget en pokaltitel samt en sølvmedalje ved DM. Desuden har klubben siden slutningen af 2000'erne haft store millionunderskud i regnskabet.
Den 1. august 2011 kunne Cassøe fejre 10-års jubilæum hos Viborg HK. I den forbindelse udtalte han i maj samme år at han ingen planer havde om at stoppe i klubben. Men få måneder senere, 21. september, meddelte Viborg HK til Københavns Fondsbørs at klubbens direktør havde opsagt sin stilling med virkning fra 30. september 2012, altså ét år senere. 19. januar 2012 skiftede Peter Cassøe mening, og han meddelte at ham og klubbens bestyrelsen var blevet enige om annullere opsigelsen, og han skulle fortsætte i stillingen som direktør. Det skete samtidig med at han skulle varetage forskellige politiske poster hos Dansk Håndbold, Divisionsforeningen og European Handball Federation (EHF).
Cassøe blev i forbindelse med sin nye direktørkontrakt i Viborg HK, også tilknyttet Det Europæiske Håndbold Forbund, hvor han fra januar 2012 og tre år frem skulle arbejde for en femtedel af sin direktørtid. Han skulle udvikle nye idéer og koncepter for kvindernes udgave af EHF Champions League. For det betalte EHF 100.000 euro til Viborg Håndbold Klub om året.
Den 31. oktober 2013 stoppede han i Viborg HK, for at tiltræde en stilling hos Viborg Kommune. 